# Charles Gordon-Lennox, VII duca di Richmond
Charles Henry Gordon-Lennox, VII duca di Richmond, Lennox e Aubigny e II duca di Gordon (Londra, 27 dicembre 1845 – 18 gennaio 1928), è stato un nobile e politico britannico.

## Biografia

### Infanzia ed educazione

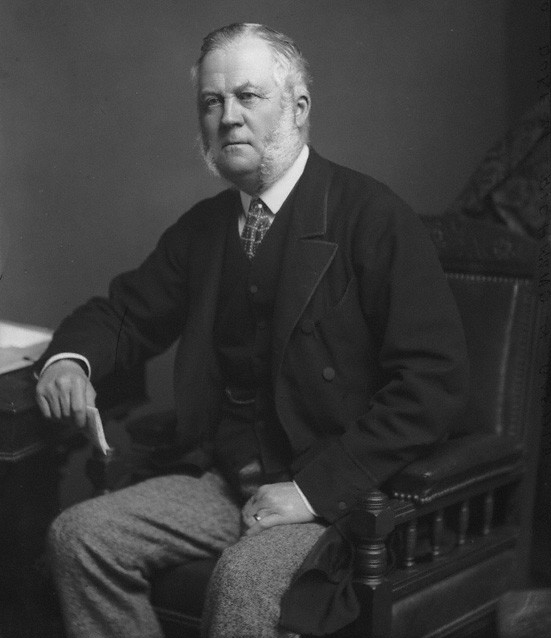
Charles Gordon-Lennox, VI duca di Richmond, in una fotografia d'epoca

Indicato col titolo di Lord Settrington dalla nascita, Charles Gordon-Lennox nacque al Portland Place, Londra, figlio primogenito di Charles Henry Gordon-Lennox, VI duca di Richmond e Frances Harriett, figlia di Algernon Frederick Greville. Egli venne educato a Eton tra il 1859 ed il 1863. Nel 1860 egli divenne conosciuto col titolo di Conte di March dopo che suo padre succedette al ducato di famiglia.

### Carriera

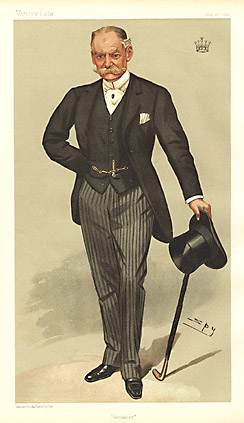
Charles Henry Gordon-Lennox su Vanity Fair

Lord March aderì alle Grenadier Guards due anni dopo, e quando se ne ritirò nel 1869 venne eletto membro del parlamento per il collegio del West Sussex. Egli restò in questa posizione sino all'abolizione della stessa nelle elezioni generali del 1885, quando venne rieletto alla camera dei comuni in rappresentanza del collegio di Chichester, sede che mantenne sino al 1889. In questo periodo egli divenne anche Ecclesiastical Commissioner, rimanendo in servizio sino al 1903. Lui e suo fratello, Lord Algernon Gordon-Lennox, prestarono servizio militare nella Guerra del Sudafrica.
Il 27 settembre 1903, Gordon-Lennox succedette a suo padre come VII Duca di Richmond e Lennox e II Duca di Gordon (seconda creazione). Nel 1904, Edoardo VII lo insignì della gran croce dell'Ordine Reale Vittoriano nonché dell'Ordine della Giarrettiera.

### Matrimonio e discendenza

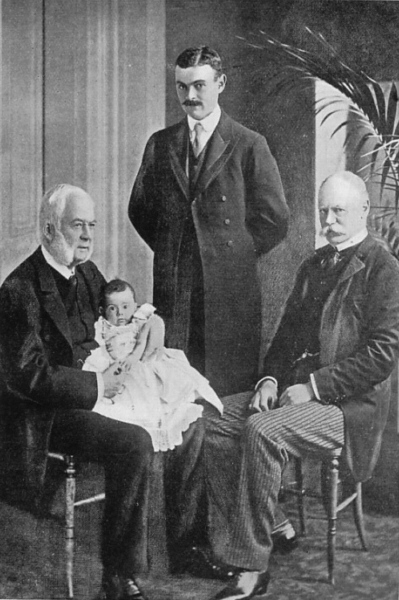
Quattro generazioni di Duchi di Richmond

Il Duca di Richmond sposò in prime nozze Amy Mary, figlia di Percy Ricardo di Bramley Park a Guildford nel Surrey, sorella del colonnello Francis Ricardo di Cookham nel Berkshire. La coppia ebbe tre figli e due figlie:
- Charles, VIII duca di Richmond;
- Lord Esmé Gordon-Lennox, fu Generale di Brigata nel British Army;
- Lord Bernard Gordon-Lennox, fu maggiore[1].

Dopo la morte della prima moglie nell'agosto del 1879, il duca si risposò con Isabel Sophie Craven, figlia di William George Craven, nel 1882, dalla quale ebbe altre due figlie. Isabel morì nel novembre del 1887 all'età di 24 anni e il Duca di Richmond decise di rimanere vedovo sino alla sua morte nel gennaio del 1928. 

### Ultimi anni e morte

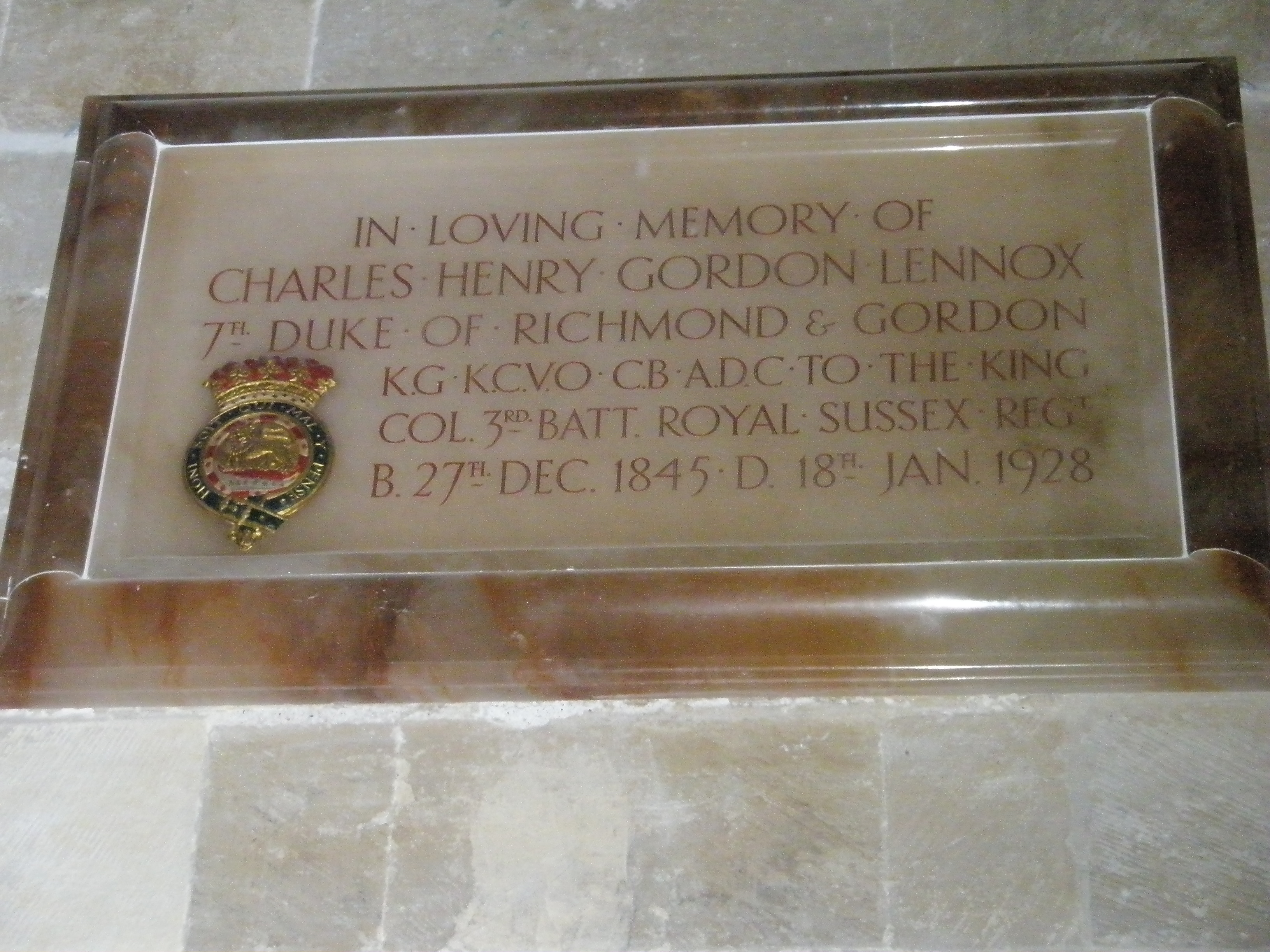
Targa alla memoria del VII Duca di Richmond nella Cattedrale di Chichester

Egli prestò servizio come Lord Luogotenente in diverse contee e quando morì venne sepolto nella Cattedrale di Chichester.

## Ascendenza
|                                                |                      |                                                 | Genitori                                                   |  |  | Nonni |  |  | Bisnonni                               |  |  | Trisnonni         |  |
|                                                |                      |                                                 |                                                            |  |  |       |  |  | 8. Charles Lennox, IV duca di Richmond |  |  | 16. George Lennox |  |
|                                                |                      |                                                 |                                                            |  |  |       |  |  | 8. Charles Lennox, IV duca di Richmond |  |  | 16. George Lennox |  |
|                                                |                      | 17. Louisa Kerr                                 |                                                            |  |  |       |  |  | 8. Charles Lennox, IV duca di Richmond |  |  |                   |  |
| 4. Charles Gordon-Lennox, V duca di Richmond   |                      |                                                 |                                                            |  |  |       |  |  | 8. Charles Lennox, IV duca di Richmond |  |  |                   |  |
|                                                |                      | 9. Charlotte Gordon                             | 18. Alexander Gordon, IV duca di Gordon                    |  |  |       |  |  |                                        |  |  |                   |  |
|                                                |                      | 9. Charlotte Gordon                             | 18. Alexander Gordon, IV duca di Gordon                    |  |  |       |  |  |                                        |  |  |                   |  |
|                                                |                      | 9. Charlotte Gordon                             | 19. Jane Maxwell                                           |  |  |       |  |  |                                        |  |  |                   |  |
| 2. Charles Gordon-Lennox, VI duca di Richmond  |                      | 9. Charlotte Gordon                             |                                                            |  |  |       |  |  |                                        |  |  |                   |  |
|                                                |                      | 10. Henry William Paget, I marchese di Anglesey | 20. Henry Paget, I conte di Uxbridge                       |  |  |       |  |  |                                        |  |  |                   |  |
|                                                |                      | 10. Henry William Paget, I marchese di Anglesey | 20. Henry Paget, I conte di Uxbridge                       |  |  |       |  |  |                                        |  |  |                   |  |
|                                                |                      | 10. Henry William Paget, I marchese di Anglesey | 21. Jane Champagné                                         |  |  |       |  |  |                                        |  |  |                   |  |
| 5. Caroline Paget                              |                      | 10. Henry William Paget, I marchese di Anglesey |                                                            |  |  |       |  |  |                                        |  |  |                   |  |
|                                                |                      | 11. Caroline Villiers                           | 22. George Villiers, IV conte di Jersey                    |  |  |       |  |  |                                        |  |  |                   |  |
|                                                |                      | 11. Caroline Villiers                           | 22. George Villiers, IV conte di Jersey                    |  |  |       |  |  |                                        |  |  |                   |  |
|                                                |                      | 11. Caroline Villiers                           | 23. Frances Twysden                                        |  |  |       |  |  |                                        |  |  |                   |  |
| 1. Charles Gordon-Lennox, VII duca di Richmond |                      | 11. Caroline Villiers                           |                                                            |  |  |       |  |  |                                        |  |  |                   |  |
|                                                | 12. Charles Greville | 24. Fulke Greville                              |                                                            |  |  |       |  |  |                                        |  |  |                   |  |
|                                                | 12. Charles Greville | 24. Fulke Greville                              |                                                            |  |  |       |  |  |                                        |  |  |                   |  |
|                                                | 12. Charles Greville | 25. Frances Macartney                           |                                                            |  |  |       |  |  |                                        |  |  |                   |  |
| 6. Algernon Greville                           | 12. Charles Greville |                                                 |                                                            |  |  |       |  |  |                                        |  |  |                   |  |
|                                                |                      | 13. Charlotte Cavendish-Bentinck                | 26. William Henry Cavendish-Bentinck, III duca di Portland |  |  |       |  |  |                                        |  |  |                   |  |
|                                                |                      | 13. Charlotte Cavendish-Bentinck                | 26. William Henry Cavendish-Bentinck, III duca di Portland |  |  |       |  |  |                                        |  |  |                   |  |
|                                                |                      | 13. Charlotte Cavendish-Bentinck                | 27. Dorothy Cavendish                                      |  |  |       |  |  |                                        |  |  |                   |  |
| 3. Frances Harriett Greville                   |                      | 13. Charlotte Cavendish-Bentinck                |                                                            |  |  |       |  |  |                                        |  |  |                   |  |
|                                                |                      | 14. Richard Henry Cox                           | 28. Richard Bethell Cox                                    |  |  |       |  |  |                                        |  |  |                   |  |
|                                                |                      | 14. Richard Henry Cox                           | 28. Richard Bethell Cox                                    |  |  |       |  |  |                                        |  |  |                   |  |
|                                                |                      | 14. Richard Henry Cox                           | 29. Jane Diana Drummond                                    |  |  |       |  |  |                                        |  |  |                   |  |
| 7. Charlotte Maria Cox                         |                      | 14. Richard Henry Cox                           |                                                            |  |  |       |  |  |                                        |  |  |                   |  |
|                                                |                      | 15. Charlotte Fitzhugh                          | …                                                          |  |  |       |  |  |                                        |  |  |                   |  |
|                                                |                      | 15. Charlotte Fitzhugh                          | …                                                          |  |  |       |  |  |                                        |  |  |                   |  |
|                                                |                      | 15. Charlotte Fitzhugh                          | …                                                          |  |  |       |  |  |                                        |  |  |                   |  |
|                                                |                      | 15. Charlotte Fitzhugh                          |                                                            |  |  |       |  |  |                                        |  |  |                   |  |